# Linggarjati
Linggajati (parfois écrit Linggarjati, ou encore Linggadjati dans l'ancienne graphie) est un village d'Indonésie situé dans la province de Java occidental, à 26 km de la ville de Cirebon. Il est situé à une altitude de 400 mètres, sur le flanc est du volcan Ciremai.
Le village est situé près de la forêt du même nom, qui a une superficie de 1 300 hectares.
En novembre 1946, Linggajati a été le lieu de négociations entre le gouvernement républicain indonésien et les autorités coloniales néerlandaises, qui ont abouti à la signature de l'accord de Linggarjati.